# کیمبرلی رودس
کیمبرلی رودس (انگلیسی: Kimberley Ruddins؛ زادهٔ september ۳, ۱۹۶۳ (۶۱ سال)) بازیکن والیبال اهل ایالات متحده آمریکا است.